# Chinchaysuyo
Chinchaysuyo (Língua quéchua : Chinchay= Onça Parda, Suyu= Território , "Território da Onça Parda", Chinchay significa também o ponto cardeal Norte) foi um suyu (território) do Império Inca (Tahuantinsuyo) . Compreendia a região norte do império, indo da região oeste da cidade de Cusco até a Província de Caravelí ( Região de Arequipa no Peru) na costa, e em  San Juan de Pasto (na Colômbia), cobrindo parte do departamento colombiano de Nariño , grande parte do Equador. Sua capital era a cidade equatoriana de Tumipampa . 
O nome é devido aos Chinchas, um povo que vivia na atual região de Ica e foi conquistada durante o reinado de Pachacuti Inca Yupanqui e incorporado definitivamente ao Império durante o governo de Túpac Yupanqui, em 1476. .

## Wamani
Cada suyu dividia-se em Wamani ou províncias.  Chinchaysuyo era formada pelos seguintes Wamanis:
- Atavillo ou Atawillu, na atual província de Canta.
- Ayavaca ou Ayawax'a.
- Cajamarca ou Q'asamarka.
- Cajatambo ou Q'asatampu.
- Calva ou Kalua.
- Casma.
- Chachapoya.
- Chancay.
- Chao ou Suo.
- Chicama.
- Chiclao ou Chillqa.
- Chimbote ou Sancta.
- Chimú, ou Moche.
- Chincha.
- Chinchayqucha ou Junín.
- Conchuco.
- Huacrachuco.
- Huamachuco.
- Huamali.
- Huambo ou Wampú.
- Huancabamba ou Wañkapampa.
- Huancavilca ou Wankawillka.
- Huánuco.
- Huarco, Runawana ou Cañete.
- Huarmey.
- Huaura, Huacho ou Supe.
- Huayla ou Waylla.
- Lambayeque.
- Lima ou Rimaq.
- Lurín, sede do oráculo de Pachacamac.
- Mala.
- Moyobamba ou Moyopampa.
- Nepeña ou Wampachu.
- Ocro.
- Olmos ou Olmo.
- Pacasmayo.
- Parmunca.
- Pinco.
- Pisco.
- Piscobamba ou Piscopampa
- Piura.
- Tarma ou Tarama.
- Tumbes ou Tumpis.
- Virú ou Wanapu.
- Yauyos.